# Andrés Caparrós Araújo
Andrés Caparrós Araujo (Madrid, 1 de diciembre de 1971)

## Biografía
Hijo de Andrés Caparrós Martínez y hermano de Alonso, ambos también presentadores, su primera gran aparición ante una cámara fue en 1998 para presentar en Telecinco El Nuevo Juego de la Oca, un concurso de gran éxito, en el que había tenido como predecesores a dos experimentados profesionales del medio como son Emilio Aragón y Pepe Navarro.
Un año después pasó a Televisión española y se convirtió en reportero de un programa de causas solidarias, llamado Todo en familia, que presentaba Ramón García y también  presentó Peque Prix.
En 2003 es fichado por Antena 3 para presentar junto a Natalia Rodríguez y Enric Escudé, el programa infantil Megatrix, aunque a diferencia de sus compañeros solamente permanece una temporada.
En 2006 ficha por la cadena de la Conferencia Episcopal Popular TV, donde presenta Sketch & Co., El diccionario popular, La noche de Andrés Caparrós, Qué calor e ¿Y tú de qué vas?.
Desde 2009 colabora en el canal Intereconomía con espacios como No me lo quiero creer (2012) o La Calle No Calla (2013).
En 2017 participa en un capítulo de La que se avecina, serie estrella de Telecinco, interpretando al presentador de un programa de televisión. También aparece esporádicamente en los platós de dicha cadena debido a la participación de su hermano Alonso en la quinta edición de Gran Hermano VIP.
Desde 2013 está casado con María Checa y tienen dos hijos: Samuel (n. 2005) y Manuela (n. 2008)
Actualmente se dedica a la industria de la telecomunicación y a su desarrollo comercial.

## Trayectoria
- El Nuevo Juego de la Oca en Telecinco (1998), copresentador.
- Todo en familia en La 1 (1999/2001), reportero.
- Peque Prix en La 1 (1999/2000), presentador
- Megatrix en Antena3 (2003/2004), presentador.
- Sketch&Co en Popular TV (2005/2009), presentador.
- El diccionario popular en Popular TV (2005/2006), presentador.
- Qué Calor en Popular TV (2006/2007), presentador.
- ¿Y tú de qué vas? en Popular TV (2007/2008), presentador.
- La noche de Andrés Caparros en Popular TV (2008/2009), presentador.
- No me lo quiero creer en Intereconomia TV (2009/2011), presentador.
- La Calle no Calla en Intereconomia TV (2011/2013), presentador.
- As de coplas en Radio Inter (2013/2016), colaborador.
- Radio La Marinera (2013/2016), colaborador.
- La Buenas Compañías  en Intereconomia TV (2014/Actualidad), presentador.
- Galería del coleccionista en Intereconomia TV y Trece, (2016/Actualidad), Diversos Infocomerciales.
- Gran Hermano VIP en Telecinco (2017), Colaborador.
- La que se avecina en Telecinco (2017), 1 Episodio, interpreta a un presentador de TV.